# Salagnon
Salagnon település Franciaországban, Isère megyében. Lakosainak száma 1484 fő (2022. január 1.). Salagnon Saint-Chef, Sermérieu, Soleymieu és Trept községekkel határos.

## Népesség
A település népessége az elmúlt években az alábbi módon változott:
| Lakosok száma | 323  | 470  | 693  | 1125 | 1257 | 1331 | 1420 | 1452 | 1463 | 1484 |
|               | 1968 | 1982 | 1990 | 2006 | 2013 | 2015 | 2017 | 2019 | 2020 | 2022 |